# Lake Oswego
Lake Oswego je město ve Spojených státech amerických. Nachází se převážně v okrese Clackamas County ve státě Oregon. Ve městě žije přibližně 41 tisíc obyvatel a jeho rozloha činí 29,5 km². Je 11. nejlidnatějším městem Oregonu. Leží asi 11 kilometrů jižně od Portlandu, jehož je zároveň předměstím. Město zcela obklopuje jezero Oswego, které se tak fakticky nachází uvnitř samotného města a tvoří jeho pomyslné centrum.